# Кан О Нам
Кан О Нам (28 июля 1926 года, Красное Село, Посьетский район, Владивостокский округ, Дальневосточный край — дата смерти неизвестна, Москва) — бригадир колхоза имени Энгельса Среднечирчикского района Ташкентской области, Узбекская ССР. Последний кореец, удостоенный звания Героя Социалистического Труда (1976). Депутат Верховного Совета СССР 10-го созыва.

## Биография
Родился в 1926 году в крестьянской семье в Красном Селе Посьетовского района.
Окончил четыре класса начальной школы в селе Новокиевское (сегодня — Краскино). В 1937 году вместе с родителями депортирован в Ташкентскую область.
В 1940 году начал свою трудовую деятельность 14-летним подростком. Работал в колхозе «Сталинская конституция» Ташкентской области. С 1943 года — рядовой колхозник в колхозе имени Энгельса Среднечирчикского района. С 1945 по 1963 года — бригадир рисоводческой бригады и с 1964 по 1986 года — бригадир хлопководческой бригады в этом же колхозе.
В 1975 году бригада Кан О Нама досрочно выполнила задания Девятой пятилетки (1971—1976) по выращиванию хлопка. За годы этой пятилетки бригада повысила урожайность хлопка-сырца с 12 до 43,1 центнера с каждого гектара. Указом Президиума Верховного Совета СССР от 25 декабря 1976 года удостоен звания Героя Социалистического Труда с вручением ордена Ленина и золотой медали «Серп и Молот».
Четырежды участвовал во Всесоюзной выставке ВДНХ.
Неоднократно избирался депутатом Среднечирчикского районного Совета народных депутатов (1964—1979) и депутатом Верховного Совета СССР 10-го созыва от Ангренского избирательного округа (1979—1984).
С 1970-х годов проживал в Ташкенте и с начала 1980-х годов — в Москве. В начале 1980-х годов вместе с Героем Социалистического Труда Хван Ман Гымом в составе делегации посетил северокорейского лидера Ким Ир Сена.
Скончался в Москве. Дата смерти не установлена.

## Награды
- Герой Социалистического Труда
- Орден Ленина — дважды (1970, 1976)
- Орден Октябрьской Революции (1973)
- Орден Трудового Красного Знамени (1982)
- Орден «Знак Почёта» (1966)
- Медаль «В ознаменование 100-летия со дня рождения Владимира Ильича Ленина»